# Liu Zhenya
Liu Zhenya (刘振亚), né en août 1952, est un homme d'affaires chinois. Il est actuellement le président du conseil d'administration de la State Grid Corporation of China après en avoir été le directeur général.

## Biographie
Liu Zhenya est originaire de la province du Shandong. Il est diplômé de l'université du Shandong en ingénierie. Il adhère au Parti communiste chinois (PCC) en 1984. Il est actuellement membre suppléant du 17e Comité central du Parti communiste chinois.

## Carrière
Il a passé sa carrière dans l'administration d'État. Liu a servi comme directeur du Shandong Provincial Electric Power Bureau  jusqu'en 1997. Il commence à travailler pour la State Grid Corporation of China en 2002. Il est de 2004 à 2013 le directeur général de la State Grid Corporation of China. Depuis 2013, il est désormais le président de son conseil d'administration.